# Salas (Spanyolország)
Salas egy község Spanyolországban, Asztúria autonóm közösségben. Salas Grado, Candamu, Belmonte de Miranda, Tineo, Valdés, Cudillero és Pravia községekkel határos. Lakosainak száma 4799 fő (2024).

## Népesség
A település népessége az utóbbi években az alábbiak szerint változott:
| Lakosok száma | 6812 | 6447 | 6082 | 5962 | 5659 | 5516 | 5140 | 4959 | 4828 | 4799 |
|               | 2001 | 2004 | 2007 | 2009 | 2012 | 2014 | 2017 | 2019 | 2022 | 2024 |